# Unione Sportiva Tiferno 1940-1941
Questa voce raccoglie le informazioni riguardanti l'Unione Sportiva Tiferno nelle competizioni ufficiali della stagione 1940-1941.

## Rosa
| N. |                   | Ruolo | Calciatore        |
| -- | ----------------- | ----- | ----------------- |
|    | Italia (bandiera) | P     | Aldo Agostinelli  |
|    | Italia (bandiera) | C     | A. Cabiati        |
|    | Italia (bandiera) | C     | N. Calagreti      |
|    | Italia (bandiera) | A     | Mario Cortese     |
|    | Italia (bandiera) | D     | Fernando Francoia |
|    | Italia (bandiera) | C     | Romolo Fusario    |
|    | Italia (bandiera) | D     | I. Gabrielli      |
|    | Italia (bandiera) | D     | Domenico Giacobbe |
|    | Italia (bandiera) | P     | Ezio Mari         |
|    | Italia (bandiera) | D     | Dario Massa       |
|    | Italia (bandiera) | C     | Antonio Milani    |
|    | Italia (bandiera) |       | Mauro Montagnoni  |

| N. |                   | Ruolo | Calciatore          |
| -- | ----------------- | ----- | ------------------- |
|    | Italia (bandiera) | D     | Domenico Monterisi  |
|    | Italia (bandiera) | C     | Aldo Moretti        |
|    | Italia (bandiera) | D     | G. Niccolini        |
|    | Italia (bandiera) | C     | L. Pacchioni        |
|    | Italia (bandiera) | D     | Emilio Pezzini      |
|    | Italia (bandiera) | D     | U. Puletti          |
|    | Italia (bandiera) | C     | Angelo Rossi        |
|    | Italia (bandiera) | C     | O. Rossi            |
|    | Italia (bandiera) | D     | Gioacchino Tagliani |
|    | Italia (bandiera) | C     | Stelio Tugnoli      |
|    | Italia (bandiera) | A     | Luigi Turchi        |
|    | Italia (bandiera) | D     | Beniamino Uccellini |